# Nicolaus Rutze
Nicolaus Rutze, auch Ruß (* um 1460 vermutlich in Rostock; † vor 1520 vermutlich ebenda) war ein deutscher Theologe, Priester und Universitätsprofessor. Er war der erste Herausgeber hussitischer Schriften in der Volkssprache in Norddeutschland.

## Leben
Nicolaus Rutze wurde erstmals erwähnt, als er sich am 9. Oktober 1477 an der Universität Rostock immatrikulierte. Im Matrikelverzeichnis wurde er als intraneus (Einheimischer) bezeichnet und musste keine Gebühren bezahlen, hatte also ein Stipendium erhalten. 1480 war er Baccalaureus und 1485 wurde er zum Magister promoviert. Anschließend wirkte er als Priester und Universitätsdozent in Rostock. Zu seinen Schülern zählte Konrad Pegel. Laut Matthias Flacius stand er seit 1480 im Kontakt zu den Böhmischen Brüdern.

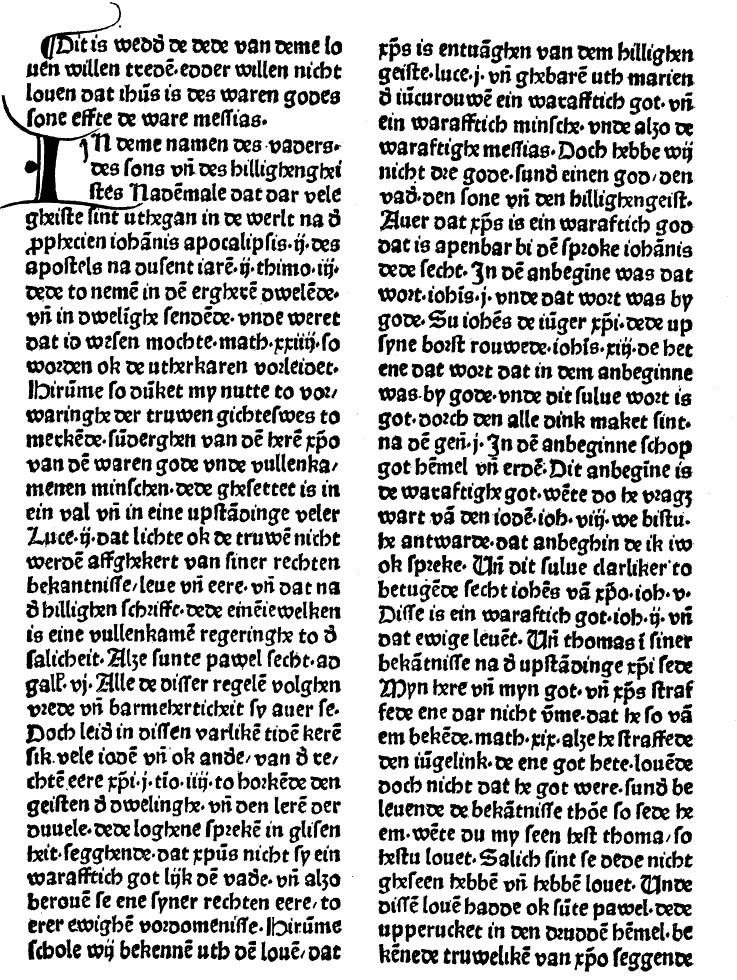
Beginn der uthlegghinge ouer den louen, des Abschnitts über das Glaubensbekenntnis

1482 veröffentlichte Rutze zwei von dem hussitischen Theologen Johannes von Lübeck (*  um 1430 in Lübeck, † 1502 in Prag) ins Niederdeutsche übersetzte Werke von Jan Hus. Das Buch mit dem Titel Dat Bôkeken van deme Rêpe ist als Inkunabel F. m. 64 in der Universitätsbibliothek Rostock erhalten. Neben dem gleichnamigen Traktat, einer der durchaus kirchenkonformen Darstellung eines heiligen Lebens anhand des Bildes vom Reep der Erlösung mit seinen drei Strängen Glaube, Liebe und Hoffnung enthält das Buch eine deutlich ausführlichere Auslegung der Zehn Gebote, des Vaterunsers und des Glaubensbekenntnisses, anhand dessen Hus scharfe Kritik an der hierarchisch organisierten Papstkirche, dem Opfer- und dem Heiligenkult übte. Gegenüber Hus’ Original ist die deutsche Fassung aber deutlich abgeschwächt.
Während der Rostocker Domfehde traf diese Kirchenkritik auf offene Ohren in der Bürgerschaft. Rutze musste Rostock verlassen, kehrte aber nach einiger Zeit nach Wismar zurück. 1506 ist im Rostocker Schoßregister verzeichnet. Sein letztes Lebenszeichen aus Rostock ist sein Testament, das er 1510 dort hinterlegte. Darin hinterließ er, bezeugt vom Universitätsrektor Nikolaus Löwe und dem Rechtsprofessor Peter Boye, seinen Hopfenhof einer geistlichen Kommende. Flacius behauptete Rutze habe erneut fliehen müssen und sei in Livland gestorben. Ohne direkten Verweis auf Flacius gibt Johann Bernhard Krey an, Rutze, den er Ruß nennt, habe 1516 heimlich reformatorisch gepredigt und sei vor der Verfolgung erst nach Wismar und dann nach Livland geflohen.
Auf jeden Fall war Rutze 1520 verstorben, als eine Bücherkiste aus seinem Nachlass über den Rostocker Kaufmann Hans Kaffmeister an den Jenaer Theologen und Karlstadt-Anhänger Martin Reinhart gelangte. Darin fand sich eine handschriftliche Übersetzung der Vier Prager Artikel ins Niederdeutsche, die Reinhart 1524 in Jena unter dem Titel „Antzeygung wie die gefallene Christenheit widerbracht müg werden, in yren ersten stand in wischem sie von Christo vnd seynen Apostel. Vor hundert iare(n) beschrieben, vnd itzt aller erst gefunde(n) vnd durch den druck an tag geben. 1524. Das Concilium zu Basel vnd die Behmen betreffende“ kommentiert herausgab. Laut Flacius soll Rutze auch eine handschriftliche Evangelienharmonie hinterlassen haben, die Flacius ins Hochdeutsche übertragen wollte, über deren Verbleib aber nichts bekannt ist.

## Werke

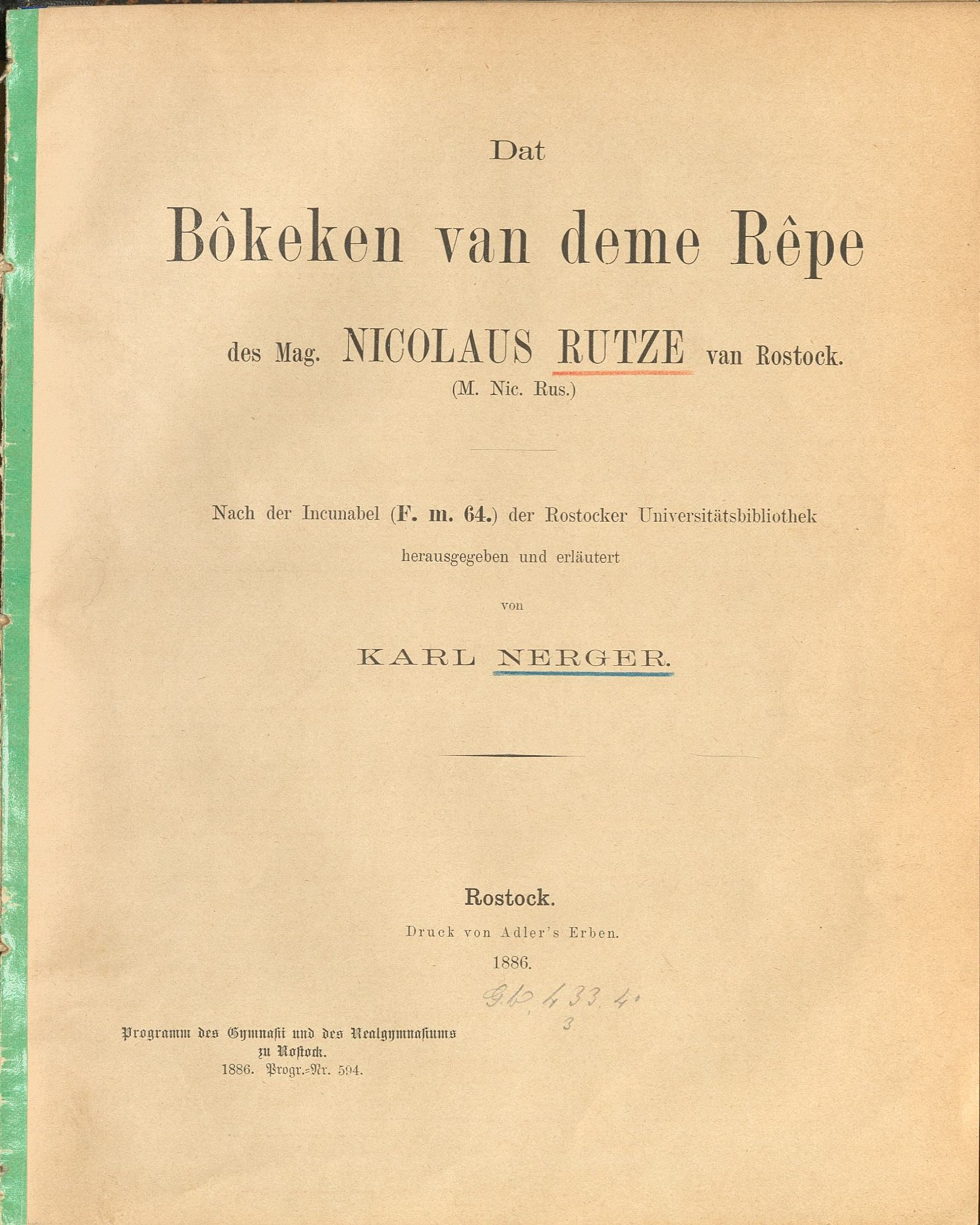
Karl Nerger (1886)

- Karl Nerger (Hrsg.): Dat Bôkeken van deme Rêpe des Mag. Nicolaus Rutze van Rostock. (Schulprogramm) Rostock: Adler 1886 (Digitalisat)